# 李炯昊誘拐殺害事件
李炯昊誘拐殺害事件（韓語：이형호 유괴 살해 사건），為「韓國三大懸案」之一，發生於1991年1月29日，韓國首爾江南區狎鷗亭洞的9歲男童李炯昊（이형호）被綁架，同年3月13日在蠶室大橋以西1.5公里的漢江江邊找到其遺體。

## 事件經過
1991年1月29日下午5點20分左右，在韓國首爾江南區狎鷗亭洞住家附近的公園見到李炯昊最後的身影。1991年3月13日在蠶室大橋以西1.5公里的漢江江邊找到李炯昊遺體，死因是窒息。根據解剖結果顯示，李炯昊可能在失蹤第二天或3月7日前後被殺害。
警方根據犯人打來的電話，推斷是30代（30歲至39歲）的男性，身高167cm至170cm，帶有首爾和全羅南道口音。在44天的時間中，犯人用10個不同電話總共打來60次。在電話中不斷威脅和戲弄李炯昊的父母。警方出動大量的警力處理案件，曾有抓捕到犯人的可能，但都被犯人狡猾地逃脫，同時贖金亦都被犯人取走。
警方認為嫌犯不只一人，應有共犯，原因是在一次交付贖金行動中，嫌犯在高速行駛轎車下拿走贖金，警方認定嫌犯不可能在隻身一人且如此高速的形況下能準確地用單手拿走贖金。
2006年，案件追訴時效成立。此案和華城連環殺人案（已破案兇手已認罪）、城西小學生失踪事件（青蛙少年事件）並稱為「韓國三大懸案」。
2007年，導演朴鎮彪根據此案件，拍攝了電影《那傢伙的聲音（原聲追兇）》，薛耿求、姜棟元、金南珠等主演。電影的結尾向觀眾播放了當時真正罪犯的錄音資料，以及肖像素描。希望所有電影觀眾幫助找出犯人。

## 外部連結
- 案件的搜查本部網站